# Louis Renou
Pour les articles homonymes, voir Renou.
Louis Renou, né le 28 octobre 1896 à Paris et mort le 19 août 1966  à Vernon, est un indianiste français.

## Biographie
Agrégé en 1920, il entreprend des études de sanskrit pour devenir indianiste. Ses premiers travaux (deux articles et deux thèses) sont publiés en 1925. En 1928, il est titulaire de la chaire de sanskrit et de grammaire comparée de la Faculté des lettres de Lyon. Peu après, il est nommé à la direction de la IVe section de l'École pratique des hautes études et succède à Alfred Foucher à la Sorbonne. En 1946, Il est élu à l'Académie des inscriptions et belles-lettres en remplacement de Paul Pelliot. Il est directeur de la Maison franco-japonaise de 1954 à 1956. Il meurt en 1966.
Son épouse, Marie-Simone Renou (d) (1911-2001), est également une indianiste.

## Ouvrages et publications
- La valeur du parfait dans les hymnes védiques, Collection Linguistique publiée par la Société de linguistique de Paris, E. Champion, Paris 1925.
- La géographie de Ptolémée, l'Inde (VII, 1-4), E. Champion, Paris 1925.
- Ouvrage collectif avec Nadine Stchoupak et Luigia Nitti, Dictionnaire sanskrit-français, 897 pages, Librairie d'Amérique et d'Orient, Jean Maisonneuve Successeur, Paris 1932, réédition 1987 (réimpression, 2008)  (ISBN 2-7200-1049-9). Lien éditeur:; Consulté le 17 janvier 2020.
- Littérature sanskrite (glossaire de l'hindouisme) Fascicule V, A. Maisonneuve 1946
- Anthologie sanskrite Payot, 1947
- La civilisation de l'Inde ancienne, Flammarion, Bibliothèque de philosophie scientifique, 1950
- Grammaire de la langue védique, IAC (avec le concours du CNRS), Lyon, 1952
- L’Inde classique : manuel des études indiennes (avec Jean Filliozat), Payot, 1947 [i.e. 1949]-53
- L’Inde classique : manuel des études indiennes  (avec Jean Filliozat) Tome II avec le concours de Paul Demiéville, Olivier Lacombe [et] Pierre Meile, Paris : Imprimerie Nationale, 1953
- Grammaire sanscrite, Maisonneuve, 1961 ; réimpression en 1 volume, Maisonneuve, 2007  (ISBN 978-2-7200-0941-9)
- [Aṣṭādhyāyī. French] La grammaire de Pāṇini / Texte sanscrit, traduction française avec extraits des commentaires  [2. ed.] Paris : École française d’Extrême-Orient, 1966
- L'Inde fondamentale ; Études d'indianisme réunies et présentées par Charles Malamoud; Paris : Hermann, Collection Savoir, c1978.  (ISBN 2-7056-5885-8).
- Louis Renou : choix d'études indiennes / réunies par Nalini Balbir et Georges-Jean Pinault ; préface de Colette Caillat ; index par Christine Chojnacki, Paris : École française d'Extrême-Orient, 1997. (2 vol.) Réimpression de l'École française d'Extrême-Orient ; no 9
- Notes sur la version « Paippalada » de l'atharva-veda (extrait du journal asiatique) Imprimerie nationale 1964
- Sur le genre du Sutra dans la littérature sanskrite (extrait du journal asiatique) Imprimerie nationale 1963
- Grammaire et Vedanta Imprimerie nationale 1957
- Fragments du Vinaya Sanskrit (extrait du journal asiatique) Imprimerie nationale 1911
- Etudes védiques Imprimerie nationale 1952
- Etudes védiques et paninéennes Tome I et II, Imprimerie nationale 1980, 1986